# 4986 Osipovia
A 4986 Osipovia (ideiglenes jelöléssel 1979 SL7) a Naprendszer kisbolygóövében található aszteroida. Nyikolaj Sztyepanovics Csernih fedezte fel 1979. szeptember 23-án.